# Thomas Goller
Thomas Goller (* 28. Oktober 1977 in Dohna, Kreis Pirna, DDR) ist ein ehemaliger deutscher Leichtathlet. Er war Olympiateilnehmer und mehrmals Deutscher Meister über 400 Meter Hürden.

## Leben
Thomas Goller begann seine sportliche Laufbahn als Schwimmer, wechselte aber motiviert durch seinen Vater Stefan Goller, der selbst Stabhochspringer mit einer Bestleistung von 4,00 m war, 1988 zur Leichtathletik.
Er startete zunächst für den SC Einheit Dresden und trainierte dort unter Erika Falz, bevor er zum Leichtathletikzentrum Leipzig wechselte und fortan unter Volker Beck trainierte. Später wechselte er zur LG Asics Pirna. Seit 2007 startete er für den TV Wattenscheid 01.
Im Jahr 2010 wurde Thomas Goller des Dopings mit anabolen Steroide (Boldenon und 5β-Androst-1-en-17β-ol-3-on) überführt und für zwei Jahre gesperrt. Sein Verein TV Wattenscheid 01 kündigte den Vertrag mit sofortiger Wirkung und Goller trat vom Leistungssport zurück.
Thomas Goller ist 1,90 m groß und wog zu Wettkampfzeiten 82 kg. Seine Bestleistung über 400 Meter Hürden beträgt 48,54 s (1999). Sein Markenzeichen war, dass er bei Rennen immer eine Sonnenbrille trug. Er war einige Zeit mit der deutschen Leichtathletin Sina Schielke liiert. Die beiden bekamen im August 2008 ihre gemeinsame Tochter.

## Erfolge
- 1994: 6. Platz Deutsche B-Jugendmeisterschaften (300 m Hürden)
- 1995: 2. Platz Deutsche Jugendmeisterschaften (400 m Hürden)
- 1996: Teilnahme an den Juniorenweltmeisterschaften (4 × 400 m – im Vorlauf ausgeschieden), Deutscher Hallenjugendmeister (4 × 200 m)
- 1997: 5. Platz U23-Europameisterschaften (400 m Hürden), 3. Platz U23-Europameisterschaften (4 × 400 m), 3. Platz Deutsche Meisterschaften (400 m Hürden)
- 1998: Teilnahme an den Europameisterschaften (400 m Hürden – im Halbfinale ausgeschieden), Deutscher Meister (400 m Hürden), 3. Platz Deutsche Hallenmeisterschaften (400 m)
- 1999: 2. Platz Europacup (400 m Hürden), Deutscher Meister (400 m Hürden), U23-Europameister (400 m Hürden, 4 × 400 m)
- 2000: Teilnahme an den Olympischen Spielen (400 m Hürden – im Halbfinale ausgeschieden)
- 2009: Deutscher Hallenmeister (400 m), Deutscher Meister (400 m Hürden)

## Leistungsentwicklung
| Jahr | 300 m Hürden (in s) | 400 m Hürden (in s) |
| ---- | ------------------- | ------------------- |
| 1993 | 39,45               | -                   |
| 1994 | 38,38               | -                   |
| 1995 | -                   | 52,21               |
| 1996 | -                   | 51,84               |
| 1997 | -                   | 50,37               |
| 1998 | -                   | 49,22               |
| 1999 | -                   | 48,54               |
| 2000 | -                   | 48,82               |
| 2001 | -                   | 50,94               |
| 2002 | -                   | -                   |
| 2003 | -                   | -                   |
| 2004 | -                   | 50,64               |
| 2005 | -                   | 49,61               |
| 2009 | -                   | 49,20               |